# Новогнедое
Новогнедое (укр. Новогніде) — село,
Новогнедовский сельский совет,
Синельниковский район,
Днепропетровская область,
Украина.
Код КОАТУУ — 1224886401. Население по переписи 2001 года составляло 770 человек.
Является административным центром Новогнедовского сельского совета, в который, кроме того, входят сёла
Вербовое,
Грушевато-Криничное.
Дубовое,
Запорожец,
Ивановка и
Сухая Калина.

## Географическое положение
Село Новогнедое примыкает с запада к городу Синельниково.
По селу протекает пересыхающий ручей с запрудой.
Рядом проходит железная дорога, станция Синельниково 1 в 2,5 км.

## Экономика
- ФХ «Лик».

## Объекты социальной сферы
- Фельдшерско-акушерский пункт.
- Клуб.